# Leptodactylus bufonius
Espèce
Statut de conservation UICN

 LC  : Préoccupation mineure
Leptodactylus bufonius est une espèce d'amphibiens de la famille des Leptodactylidae.

## Répartition
Cette espèce se rencontre jusqu'à 800 m d'altitude, :
- au Paraguay ;
- dans le sud-est de la Bolivie ;
- au Pantanal au Brésil ;
- dans le nord et le centre de l'Argentine, y compris les provinces de San Luis et de Mendoza.

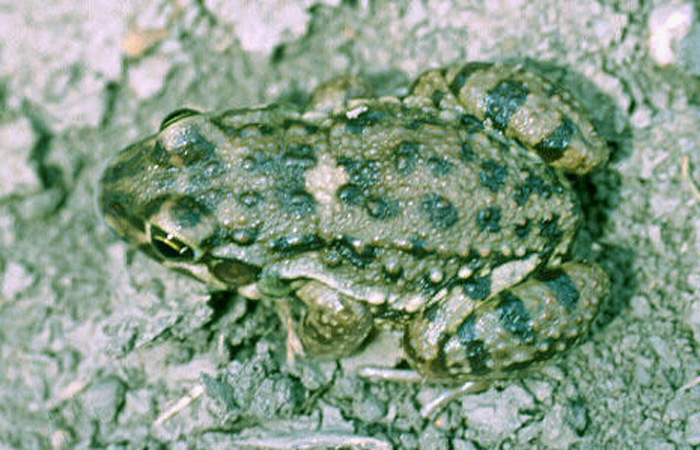
Leptodactylus bolivianus

## Étymologie
Son nom d'espèce, du latin, bufo, « le crapaud », lui a été donné en référence à sa ressemblance avec un crapaud.

## Publication originale
- Boulenger, 1894 : List of Reptiles and Batrachians collected by Dr. J. Bohls near Asuncion, Paraguay. Annals and Magazine of Natural History, sér. 6, vol. 13, no 76, p. 342-348 (texte intégral).